# Kavalleritelegraf
Kavalleritelegraf kallades det slags krigstelegraf som medfördes av kavalleritelegrafpatruller i härför konstruerade packfickor och som avsåg att genom hastigt anordnade elektriska förbindelser åstadkomma rapportföring och ordergivning med telegraf eller telefon såväl på längre sträckor framför arméns front eller framför en opererande häravdelning som också under spanings- och bevakningstjänst före och under striden. Detta skedde antingen genom användandet av permanenta ledningar eller genom byggandet av lätta linjer. Kavalleritelegrafen i Sverige, som organiserades 1903, sedan 1897–1902 försök utförts, bestod av tunn järntråd, isolerad eller bar, och telegrafapparater, som även kunde användas för vanlig telefonering. Sedermera infördes vid kavalleriet, liksom vid infanteriet, trupptelegraf.
Småningom kom även radio till kavalleriet. Så sent som under 1950-talet, innan armén var helt "avhästad", fanns en lätt radiostation med beteckningen 10 W Kl, där Kl står för klövjbar.